# Hypodoxa emiliaria
Hypodoxa emiliaria är en fjärilsart som beskrevs av Achille Guenée 1857. Hypodoxa emiliaria ingår i släktet Hypodoxa och familjen mätare. Inga underarter finns listade i Catalogue of Life.